# 풀치넬라 (발레)

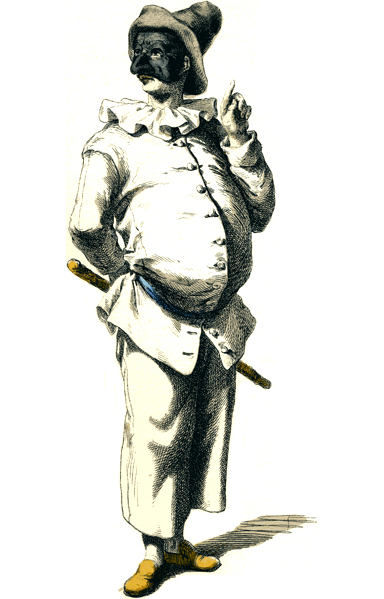

풀치넬라(Pulcinella)는 한 막의 발레로 스트라빈스키가 작곡했고 내용은 18세기 연극에 바탕을 둔 것이다. 풀치넬라는 콤메디아 델라르테에서 유래한 전형적 인물이다.
발레는 1920년 5월 15일 오페라 가르니에에서 에르네스트 앙세르메의 지휘 하에 초연되었다. 레오니드 마신은 대본과 안무를 모두 만들었으며 파블로 피카소는 의상과 세트를 디자인했다. 세르게이 댜길레프가 발레를 의뢰했다.
작품의 공연시간은 일반적으로 35분 내외이다. 발레 악보는 1965년 Stravinsky에 의해 개정되었다.